# Zastavna
Zastavna (en ucraïnès Заставна) és una vila de la província de Txernivtsí, Ucraïna. El 2021 tenia 7.807 habitants.